# Malcolm Longair
Malcolm Sim Longair (né le 18 mai 1941) est un physicien britannique. De 1991 à 2008, il est Professeur Jacksonian de Philosophie Naturelle du Laboratoire Cavendish à l'université de Cambridge,.

## Formation
Il est né le 18 mai 1941. Il fait sa scolarité à Morgan Académie, Dundee, en Écosse. Il est diplômé en électronique, en physique du Queen's College de l'université de Dundee, qui devient plus tard l'université de Dundee, mais fait alors partie de l'Université de St Andrews, en 1963. Il est étudiant de recherche dans le groupe de radio-astronomie du Laboratoire Cavendish, Cambridge, où il obtient son Ph. D. en 1967.

## Carrière
De 1968 à 1969, il est Visiteur d'échange de la Royal Society à l'Institut Lebedev de l'Académie des Sciences de l'URSS, où il travaille avec les universitaires Vitaly Ginzburg et Iakov Zeldovitch.
Il est boursier de la Commission Royale pour l'Exposition universelle de 1851, de 1966 à 1968 et membre de Clare Hall, Cambridge, de 1967 à 1980. Il occupe des postes de professeur invité à l'Institut de Technologie de Californie (1972), l'Institute for Advanced Study de Princeton (1978), au Harvard-Smithsonian Center for Astrophysics (1990) et au Space Telescope Science Institute (1997). De 1980 à 1990, il occupe la position d'Astronome Royal d'Écosse, de Professeur Regius d'astronomie de l'Université d'Édimbourg et Directeur de l'Observatoire royal d'Édimbourg. Il est Chargé de recherche et Vice-Président de Clare Hall, Cambridge. Il est le Chef Adjoint du Laboratoire Cavendish avec une responsabilité particulière pour l'enseignement de la physique, de 1991 à 1997, et à la tête du Laboratoire Cavendish de 1997 à 2005.

## Domaines de recherche
Longair s'est principalement intéressé à la recherche sur l'astrophysique des hautes énergies et la cosmologie astrophysique. Il a écrit huit livres et de nombreux articles sur son travail. Sa publication la plus récente est la seconde édition de ses Concepts Théoriques en Physique, publiée en décembre 2003. Ses autres intérêts incluent la musique, la marche en montagne (il a complété le Munros en 2011), l'art, l'architecture et le golf. À compter de 2016, il est le rédacteur en chef des Mémoires Biographiques des membres de la Société Royale et a écrit la biographie de John E. Baldwin Vitaly Ginzburg et Brian Pippard.

### Sélection de publications
Livres
- (en) High Energy Astrophysics : Volume 1, Particles, Photons and their Detection, Cambridge, Cambridge University Press, 2011, 861 p. (ISBN 978-0-521-75618-1 et 0-521-75618-9), p. 888 2ème: pbk, 1992, 440pp.,  (ISBN 0521387736)
- (en) The Cosmic Century : A History of Astrophysics and Cosmology, Cambridge, Cambridge University Press, 2006, 545 p. (ISBN 0-521-47436-1, lire en ligne), p. 565
- (en) High Energy Astrophysics : Volume 2, Stars, the Galaxy and the Interstellar Medium, Cambridge University Press, 1994, 412 p. (ISBN 0-521-43584-6, lire en ligne), p. 412
- (en) Theoretical Concepts in Physics : An Alternative View of Theoretical Reasoning in Physics, Cambridge University Press, 1984, 384 p. (ISBN 0-521-25550-3), p. 384 révisée et élargie de la 2e édition: 2003, 588pp.,  (ISBN 0521821266)
- (en) Our Evolving Universe, Cambridge, Cambridge University Press, 1996, 185 p. (ISBN 0-521-55091-2), p. 384

Articles
Jusqu'en 2014, il avait publié 298 papiers.
- Malcolm S Longair, Maxwell and the science of colour, vol. 366 (Philosophical Transactions of the Royal Society A, Mathematical, physical, and engineering sciences), 2008 (PMID 18222905, DOI 10.1098/rsta.2007.2178), chap. 1871, p. 1685–96

Au cours de sa carrière, il a supervisé de nombreux doctorants, dont Stephen Mouette, Simon Lilly et John Peacock.

## Récompenses et distinctions
Longair a reçu de nombreux prix, dont :
- février 1986 : premier lauréat de la "Récompense décernée pour la Diffusion de l'Apprentissage et l'Enrichissement de la Vie" (en vo : Award for the Dissemination of Learning and the Enrichment of Life) par l'Encyclopædia Britannica.
- décembre 1990, il présente à la télévision la série des Conférences de l'Institution Royale de Noël pour les Jeunes sur le thème "Les Origines de Notre Univers".
- 1991 - En 1991 et en 1992, il a été Président de la Section de Physique de l'Association Britannique pour l'Avancement de la Science.
- 1994 - Il reçoit le prix annuel de Sciences décerné par la Saltire Society-Royal Bank of Scotland.
- 1994 - Président du conseil d'administration de l'Observatoire Gemini, projet international de construction de deux télescopes de 8 mètres, dans les hémisphères nord et sud, pour les années 1994 et 1995.
- 1995 - Il est membre Selby de l'Académie australienne des sciences et a donné un cours intitulé "Mesure des Fondamentaux" dans toutes les capitales des états de l'Australie[11].
- 1995 - Président du conseil du Space Telescope Science Institute pour 1995-1996.
- 1996 - Président de la Société Royale d'astronomie 1996-1998.
- 2000 - Il est nommé Chevalier (CBE) sur la liste du 2000 New Year Honours.
- 2004 - Élu membre de la Royal Society (FRS)[12].